# NGC 5750
NGC 5750 este o galaxie activă situată în constelația Fecioara. A fost descoperită în 11 aprilie 1787 de către William Herschel. Se află la o distanță de 37,33 de megaparseci de Pământ.